# Cordillera Administrative Region
Cordillera Administrative Region (ook wel CAR) is een van de 17 regio's van de Filipijnen. Het regionale centrum is Baguio. Bij de laatste census in 2010 telde de regio bijna 1,6 miljoen inwoners. De regio had daarmee de minste inwoners van alle regio's van de eilandengroep Luzon.

## Geografie

### Topografie
CAR ligt midden in het noordelijke deel van het eiland Luzon ver ten noorden van de hoofdstad Manilla. Het totale landoppervlakte is 18.293,7 km². Bijna de gehele regio is bergachtig. De hoogste berg van de regio is Mount Pulag met 2922 meter. De rivieren Cagayan en Agno vinden in deze regio hun oorsprong.

### Bestuurlijke indeling
CAR is onderverdeeld in zes provincies en één onafhankelijke bestuurde stad.

#### Provincies
- Abra
- Apayao
- Benguet
- Ifugao
- Kalinga
- Mountain Province

Deze 6 provincies zijn weer onderverdeeld in 2 steden en 75 gemeenten. De steden en gemeenten zijn weer opgedeeld in 1176 barangays.

#### Stad
- Baguio City

## Demografie
Cordillera Administrative Region had bij de census van 2010 een inwoneraantal van 1.616.867 mensen. Dit waren 96.020 mensen (6,3%) meer dan bij de vorige census van 2007. Ten opzichte van de census van 2000 was het aantal inwoners gegroeid met 251.455 mensen (18,4%). De gemiddelde jaarlijkse groei in die periode kwam daarmee uit op 1,70%, hetgeen lager was dan het landelijk jaarlijks gemiddelde over deze periode (1,90%).
De bevolkingsdichtheid van Cordillera Administrative Region was ten tijde van de laatste census, met 1.616.867 inwoners op 19479,53 km², 83 mensen per km². De regio is daarmee de minst dichtbevolkte regio van de Luzon eilandengroep.